# Fil-De-Soie
Fil-De-Soie, de son vrai nom Sélérier, est un personnage d’Honoré de Balzac. Ce bagnard apparaît principalement dans deux romans de La Comédie humaine où Vautrin est aussi présent :
- Le Père Goriot
- Splendeurs et misères des courtisanes

Dans Le Père Goriot, Vautrin le soupçonne de l'avoir dénoncé à Bibi-Lupin lorsque le chef de la police vient l'arrêter à la maison Vauquer.
Dans Splendeurs et misères des courtisanes, on l'amène à la Conciergerie pour identifier Vautrin (alias Jacques Collin) qu'il reconnaît aussitôt, mais Vautrin lui impose le silence.
Fil-De-Soie est membre des Dix Mille et des Grands Fanandels, sociétés secrètes, associations de malfaiteurs, qui gèrent la fortune des bagnards pendant leur emprisonnement et dont le trésorier est Vautrin. Les Grands Fanandels sont les aristocrates du bagne. Fil-De-Soie essaie de se faire bien voir de La Pouraille, un autre condamné, pour hériter de sa part. Mais Vautrin le reprend en main.